# Ciudades de paso
Ciudades de Paso es el quinto álbum de Mikel Erentxun, publicado en 2003, del cual ha vendido más de 150,000 copias, en este disco, vuelve a raíces más acústicas, después de haber pasado por experimentaciones más electrónicas en sus discos anteriores.
En el mes de octubre del mismo año, sale una reedición del disco + DVD, que contiene una presentación en vivo de 6 canciones, grabadas entre los meses de junio y julio de 2003, más 3 de los vídeos del álbum. Posteriormente esta versión sería descatalogada.
Cabe destacar los sencillos «Mañana», «En el Sur» y «Loco de Atar».
Mikel Erentxun fue demandado por plagio,  Ian Broudie, líder de la banda británica The Lightning Seeds por el parecido de la canción «Grandes éxitos» con «Pure» de la banda británica, pero tras el juicio fue absuelto.

## Lista de canciones
1. Mañana - 4:50
2. La respuesta está en el tiempo - 2:43
3. En el sur - 3:01
4. Amara - 3:37
5. Seda - 3:30
6. Vasos de Roma y Ginebra - 3:25
7. Loco de atar - 3:43
8. El club de las horas contadas - 4:20
9. Grandes éxitos - 3:06
10. Baladas para guitarra y tristeza - 3:43
11. Días - 3:30
12. Sparring + Cuando no me tengo (Pista adicional oculta) - 8:50

| Temas incluídos en el DVD |                                               |          |  |
| N.º                       | Título                                        | Duración |  |
| 1.                        | «En algún lugar» (En Directo)                 | 0:00     |  |
| 2.                        | «De espaldas a mí» (En Directo)               | 0:00     |  |
| 3.                        | «Quién se acuerda de ti» (En Directo)         | 0:00     |  |
| 4.                        | «La respuesta está en el tiempo» (En Directo) | 0:00     |  |
| 5.                        | «Amara» (En Directo)                          | 0:00     |  |
| 6.                        | «Vasos de Roma y Ginebra» (En Directo)        | 0:00     |  |
| 7.                        | «Mañana» (Videoclip)                          | 4:04     |  |
| 8.                        | «En el sur» (Videoclip)                       | 3:04     |  |
| 9.                        | «Loco de atar» (Videoclip)                    | 3:45     |  |
| 0:00                      |                                               |          |  |

## Sencillos
1. Mañana
2. En el Sur
3. Loco de Atar
4. Grandes éxitos

## Músicos
- Mikel Erentxun: Voz y guitarra acústica
- Mikel Irazoki: Bajo
- Michel Longaron: Batería
- Fran Iturbe: Guitarra eléctrica
- Joserra Semperena: Hammond y piano acústico
- Mikel Azpiroz: Teclados